# Pseudorthodes griseocincta
Pseudorthodes griseocincta là một loài bướm đêm trong họ Noctuidae.